# Pilar Pla Pechovierto
Pilar Pla Pechovierto (Cedrillas, provincia de Teruel, 1921-Jerez de la Frontera, 8 de marzo de 2020) fue una bodeguera española.
Pla fue una bodeguera conocida como la dama del jerez o del sherry por su labor al frente de la Bodega El Maestro Sierra  desde 1976.

## Biografía
Nació en la provincia de Teruel, de madre turolense y padre valenciano y guardia civil, que educaron a sus hijos en el interés por el estudio. Algunos de sus hermanos estudiaron magisterio, como su hermana mayor Palmira.  Con apenas meses, se trasladó a Valencia con la familia. En Valencia conoció al que sería su marido, Antonio Borrego Casal, con quien se trasladó a Jerez de la Frontera cuando se casó.
Tras fallecer su marido en 1976, se hizo cargo junto a su hija, María del Carmen Borrego, de la bodega familiar, que hasta entonces había sido almacenista y a la que modernizaron, empezando a embotellar con marca propia.
La Bodega El Maestro Sierra había sido fundada en 1830 por José Antonio Sierra, que previamente hacia toneles para González Byass, y funcionó como almacenista tanto para estas bodegas, como para Domecq y Lustau. José Antonio Sierra moriría sin hijos, y la bodega la heredó una sobrina de su mujer, la madre de Antonio Borrego Casal, llegando así a ser propiedad de éste. A la muerte de Borrego Casal en 1976, su viuda, Pilar Pla, hereda la propiedad junto con su hija Carmen Borrego Pla. En estos años, el negocio del vino estaba dominado por hombres, por lo que resultó ardua la labor de Pla al frente de la bodega para ganarse la confianza en el Marco del vino de jerez a pesar de las dificultades que encontró.
Ya en los años 80, en los vinos comercializados por Lustau, constaba “Viuda de Antonio Borrego” y a partir de 1992 embotellan y etiquetan sus propios vinos. Las dos propietarias, junto con la enóloga, Ana Cabestrero conforman una bodega dirigida por mujeres. Aunque no tienen viñedos, los mostos se los proporciona la Cooperativa Nuestra Señora de las Angustias de Jerez y comercializa vinos estándar, VORS y brandy.

## Premios y reconocimientos
Pla recibió, entre otros reconocimientos, el premio Ciudad de Jerez en 2002, el premio de la Asociación de Mujeres Empresarias y Profesionales de la Provincia de Cádiz (AMEP) en 2010, la Medalla de Oro al Mérito en el Trabajo de la Asociación Europea de Economía y Competitividad en 2018 y el premio especial Familia-Empresa de la Cátedra BBVA-Instituto San Telmo 2019.